# Dompierre-sur-Helpe
Pour les articles homonymes, voir Dompierre.
Dompierre-sur-Helpe est une commune française située dans le département du Nord en région Hauts-de-France.

## Géographie

### Localisation
Dompierre-sur-Helpe se situe dans le sud-est du département du Nord (Hainaut) en plein cœur du Parc naturel régional de l'Avesnois. Dompierre sur Helpe fait partie administrativement de l'Avesnois, historiquement du Hainaut et ses paysages rappellent la Thiérache.
La commune se trouve à 90 km de Lille (Préfecture du Nord) ou Bruxelles, à 40 km de Valenciennes ou Mons (B) et à 7 km d'Avesnes-sur-Helpe (sous-préfecture). La Belgique se trouve à 20 km et le département de l'Aisne à 15 km.
| Leval Noyelles-sur-Sambre | Monceau-Saint-Waast | Saint-Remy-Chaussée     |
| Taisnières-en-Thiérache   | Dompierre-sur-Helpe | Saint-Hilaire-sur-Helpe |
| Marbaix                   | Petit-Fayt          |                         |

### Géologie et relief
L'Avesnois est connu pour ses prairies, son bocage et son relief un peu vallonné dans sa partie sud-est (début des contreforts des Ardennes), dite « petite Suisse du Nord ».

### Hydrographie

#### Réseau hydrographique
La commune est située dans le bassin Artois-Picardie. Elle est drainée par l'Helpe Majeure, la Dompierre-sur-Helpe, la Riez Wiart, la Rue du Monceau, la Seugnies, la Taisnières-en-Thiérache, le Câtelet, le Marbaix, le Monte-en-Peine, le Petit Fuchau et un autre petit cours d'eau,.
L'Helpe Majeure, d'une longueur de 69 km, prend sa source dans la commune de Ohain et se jette  dans la Sambre canalisée à Noyelles-sur-Sambre, après avoir traversé 18 communes. Les caractéristiques hydrologiques de l'Helpe Majeure sont données par la station hydrologique située sur la commune. Le débit moyen mensuel est de 3,89 m3/s. Le débit moyen journalier maximum est de 66 m3/s, atteint lors de la crue du 16 janvier 1968. Le débit instantané maximal est quant à lui de 85,5 m3/s, atteint le 1er juillet 1980.

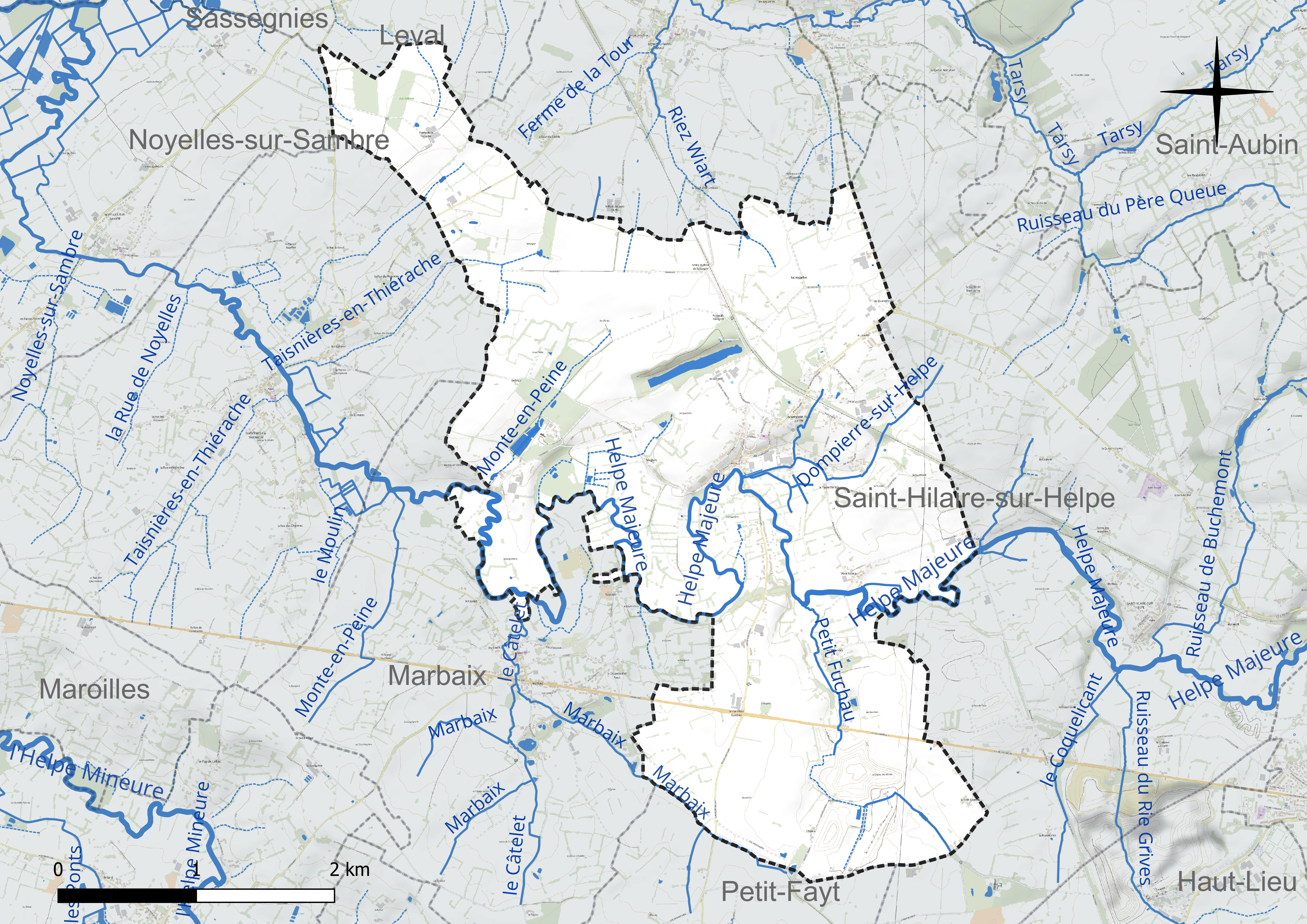
Réseau hydrographique de Dompierre-sur-Helpe.

#### Gestion et qualité des eaux
Le territoire communal est couvert par le schéma d'aménagement et de gestion des eaux (SAGE) « Sambre ». Ce document de planification concerne un territoire de 1 253 km2 de superficie, délimité par le bassin versant de la Sambre. Le périmètre a été arrêté le 1er novembre 2003 et le SAGE proprement dit a été approuvé le 21 septembre 2012, puis modifié le 18 août 2022. La structure porteuse de l'élaboration et de la mise en œuvre est le syndicat mixte du Parc naturel régional de l'Avesnois. 
La qualité des cours d'eau peut être consultée sur un site dédié géré par les agences de l'eau et l'Agence française pour la biodiversité. 

### Climat
Pour des articles plus généraux, voir Climat des Hauts-de-France et Climat du Nord.
En 2010, le climat de la commune est de type climat des marges montargnardes, selon une étude du CNRS s'appuyant sur une série de données couvrant la période 1971-2000. En 2020, Météo-France publie une typologie des climats de la France métropolitaine dans laquelle la commune est exposée à un climat océanique altéré et est dans la région climatique  Nord-est du bassin Parisien, caractérisée par un ensoleillement médiocre, une pluviométrie moyenne régulièrement répartie au cours de l'année et un hiver froid (3 °C). 
Pour la période 1971-2000, la température annuelle moyenne est de 9,8 °C, avec une amplitude thermique annuelle de 15,1 °C. Le cumul annuel moyen de précipitations est de 875 mm, avec 12,7 jours de précipitations en janvier et 10,2 jours en juillet. Pour la période 1991-2020, la température moyenne annuelle observée sur la station météorologique la plus proche, située sur la commune de Saint-Hilaire-sur-Helpe à 3 km à vol d'oiseau, est de 10,5 °C et le cumul annuel moyen de précipitations est de 802,4 mm,. Pour l'avenir, les paramètres climatiques de la commune estimés pour 2050 selon différents scénarios d'émission de gaz à effet de serre sont consultables sur un site dédié publié par Météo-France en novembre 2022.

## Urbanisme

### Typologie
Au 1er janvier 2024, Dompierre-sur-Helpe est catégorisée commune rurale à habitat dispersé, selon la nouvelle grille communale de densité à sept niveaux définie par l'Insee en 2022.
Elle est située hors unité urbaine. Par ailleurs la commune fait partie de l'aire d'attraction d'Avesnes-sur-Helpe, dont elle est une commune de la couronne,. Cette aire, qui regroupe 14 communes, est catégorisée dans les aires de moins de 50 000 habitants,.

### Occupation des sols
L'occupation des sols de la commune, telle qu'elle ressort de la base de données européenne d'occupation biophysique des sols Corine Land Cover (CLC), est marquée par l'importance des territoires agricoles (92,5 % en 2018), en diminution par rapport à 1990 (96,7 %). La répartition détaillée en 2018 est la suivante : 
prairies (59,6 %), terres arables (32,9 %), mines, décharges et chantiers (4,3 %), zones urbanisées (3,3 %). L'évolution de l'occupation des sols de la commune et de ses infrastructures peut être observée sur les différentes représentations cartographiques du territoire : la carte de Cassini (XVIIIe siècle), la carte d'état-major (1820-1866) et les cartes ou photos aériennes de l'IGN pour la période actuelle (1950 à aujourd'hui).

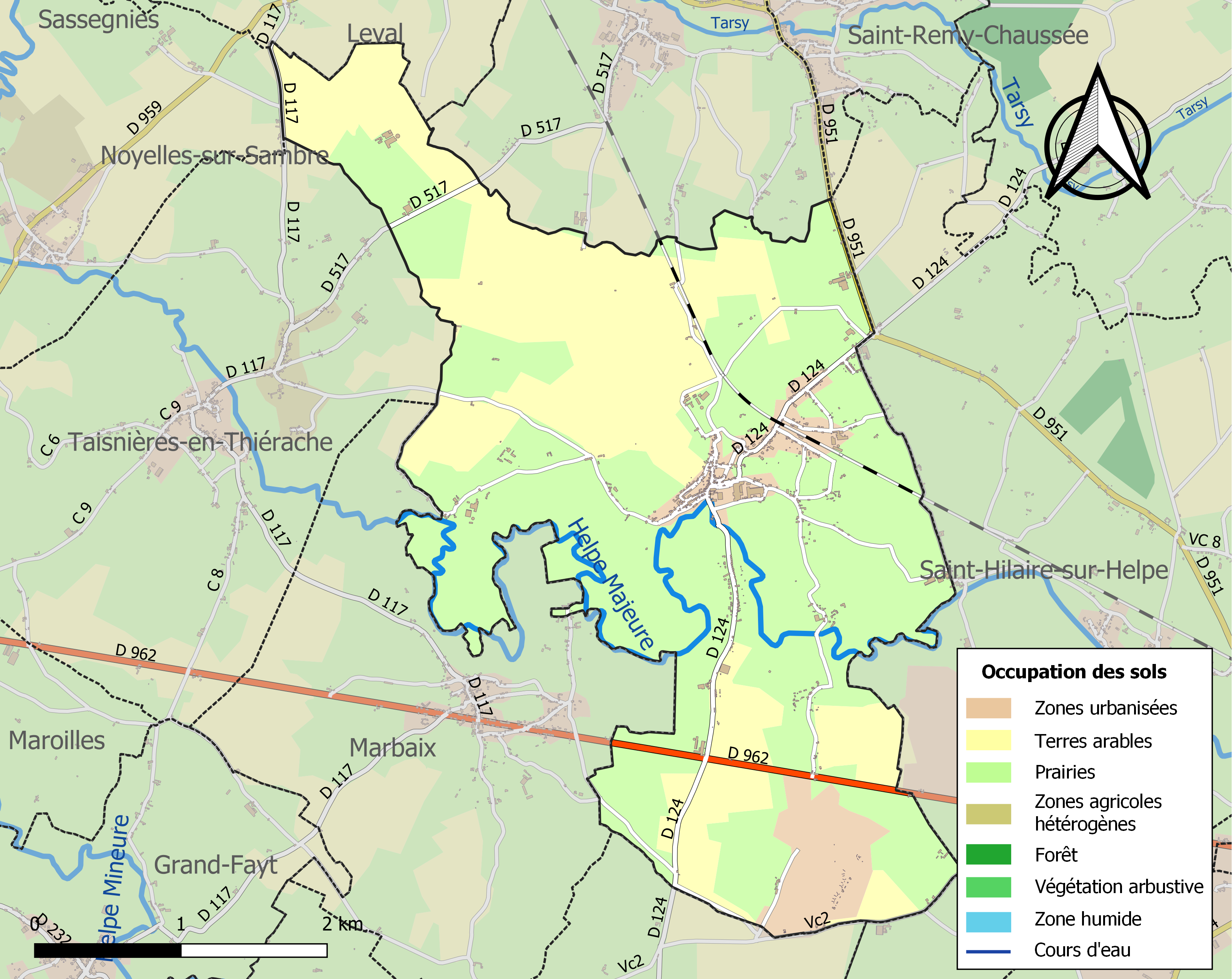
Carte des infrastructures et de l'occupation des sols de la commune en 2018 (CLC).

## Toponymie
Noms anciens : Villa de Dono Petri, 1151, cart. de l'abbaye de Liessies - Dono-Petro, 1262, Moroeus III, 342 - Villa de Domno Petro, 1167, cart. de l'abbaye de Liessies - Dompetrus, 1169, cart. de l'abbaye de Maroilles - Domna-Petra, 1246, 1ère cart. du Hainaut - Domppierre, 1190, cart. de Liessies - Dampierre, 1349, Pouillé de Cambrai - Don-Pierre, Miroeus III, 342 - Don-Pierre-lès-Avesnes, Vachant - Dompierre, 1641, acte féodal de la pairie d'Avesnes.
L'origine du nom vient du latin dominus Petrus (saint Pierre), du nom de l'église construite par Etton de Dompierre sur Helpe.

## Histoire
Le village tire son origine d'une chapelle bâtie par saint Etton dans une localité autrefois appelée Corbiolum. Les informations sur ce saint sont rares, bien qu'il soit souvent identifié comme irlandais, son nom étant pourtant d'origine germanique. Il semble qu'il ait été un ermite qui s'est installé au début du VIIIe siècle dans un lieu de culte païen. Dès le IXe siècle, une communauté de chanoines s'est établie près de son sarcophage miraculeux. En l'an mille, un pèlerinage est mentionné, qui se perpétue encore aujourd'hui le jeudi de l'Ascension. Les pèlerins trempent une baguette de noisetier écorcée en spirale dans une source proche de l'église. Ils en font ensuite trois fois le tour et la passent sur le tombeau du saint. Cette baguette, imprégnée de la force du saint, est ensuite passée sur le dos des animaux qu'il faut protéger. La communauté des chanoines décline et, en 1162, le corps du saint, l'église et les propriétés associées sont confiés à l'abbaye de Liessies, avec pour mission d'établir un prieuré.
Le 24 juillet 1556, l'abbé réformateur de Liessie Louis de Blois-Châtillon retire les moines du prieuré de Dompierre ainsi que les reliques de Saint Etton, provoquant un conflit entre le village et l'abbaye qui ne cesse qu'en 1789.

## Politique et administration

### Administration municipale
Le nombre d'habitants au dernier recensement étant compris entre 500 et 1 499, le nombre de membres du conseil municipal est de 15.

### Liste des maires
Maire de 1802 à 1808 : L. Isid. Pecqueur,.

Maire en 1939 : De Chambure.
| Période                                  | Période                         | Identité           | Étiquette | Qualité |
| ---------------------------------------- | ------------------------------- | ------------------ | --------- | ------- |
| Les données manquantes sont à compléter. |                                 |                    |           |         |
| 1907                                     |                                 | Héliodore Hédon    |           |         |
| Les données manquantes sont à compléter. |                                 |                    |           |         |
| avant 1995                               | 2001                            | Jean-Pierre Libert |           |         |
| mars 2001                                | mars 2008                       | Daniel Dursent     | PS        |         |
| mars 2008                                | En cours (au 24 septembre 2019) | Jean-Pierre Libert |           |         |

## Population et société

### Démographie

#### Évolution démographique
L'évolution du nombre d'habitants est connue à travers les recensements de la population effectués dans la commune depuis 1793. Pour les communes de moins de 10 000 habitants, une enquête de recensement portant sur toute la population est réalisée tous les cinq ans, les populations de référence des années intermédiaires étant quant à elles estimées par interpolation ou extrapolation. Pour la commune, le premier recensement exhaustif entrant dans le cadre du nouveau dispositif a été réalisé en 2008.

En 2022, la commune comptait 837 habitants, en évolution de −3,24 % par rapport à 2016 (Nord : +0,51 %, France hors Mayotte : +2,11 %).
| 1793 | 1800 | 1806 | 1821 | 1831  | 1836 | 1841  | 1846  | 1851  |
| ---- | ---- | ---- | ---- | ----- | ---- | ----- | ----- | ----- |
| 753  | 715  | 851  | 878  | 1 020 | 998  | 1 004 | 1 004 | 1 037 |

| 1856  | 1861  | 1866  | 1872 | 1876 | 1881 | 1886 | 1891 | 1896 |
| ----- | ----- | ----- | ---- | ---- | ---- | ---- | ---- | ---- |
| 1 020 | 1 005 | 1 000 | 899  | 868  | 890  | 900  | 811  | 818  |

| 1901 | 1906 | 1911 | 1921 | 1926 | 1931 | 1936 | 1946 | 1954 |
| ---- | ---- | ---- | ---- | ---- | ---- | ---- | ---- | ---- |
| 808  | 763  | 744  | 768  | 810  | 853  | 861  | 891  | 903  |

| 1962 | 1968 | 1975  | 1982  | 1990  | 1999  | 2006 | 2008 | 2013 |
| ---- | ---- | ----- | ----- | ----- | ----- | ---- | ---- | ---- |
| 916  | 958  | 1 152 | 1 177 | 1 157 | 1 036 | 966  | 946  | 894  |

| 2018 | 2022 | - | - | - | - | - | - | - |
| ---- | ---- | - | - | - | - | - | - | - |
| 854  | 837  | - | - | - | - | - | - | - |

#### Pyramide des âges
En 2018, le taux de personnes d'un âge inférieur à 30 ans s'élève à 31,5 %, soit en dessous de la moyenne départementale (39,5 %). À l'inverse, le taux de personnes d'âge supérieur à 60 ans est de 30,3 % la même année, alors qu'il est de 22,5 % au niveau départemental.
En 2018, la commune comptait 415 hommes pour 439 femmes, soit un taux de 51,41 % de femmes, légèrement inférieur au taux départemental (51,77 %).
Les pyramides des âges de la commune et du département s'établissent comme suit.
| Hommes | Classe d’âge | Femmes |
| ------ | ------------ | ------ |
| 0,2    | 90 ou +      | 1,1    |
| 7,5    | 75-89 ans    | 10,0   |
| 20,0   | 60-74 ans    | 21,6   |
| 21,9   | 45-59 ans    | 21,6   |
| 17,8   | 30-44 ans    | 15,0   |
| 15,7   | 15-29 ans    | 12,8   |
| 16,9   | 0-14 ans     | 17,8   |

| Hommes | Classe d’âge | Femmes |
| ------ | ------------ | ------ |
| 0,5    | 90 ou +      | 1,4    |
| 5,3    | 75-89 ans    | 8,1    |
| 14,8   | 60-74 ans    | 16,2   |
| 19,1   | 45-59 ans    | 18,4   |
| 19,5   | 30-44 ans    | 18,7   |
| 20,7   | 15-29 ans    | 19,1   |
| 20,2   | 0-14 ans     | 18     |

### Manifestations culturelles et festivités
Dompierre fait partie de l'Association des Dompierre-de-France regroupant 23 communes françaises dont le nom comporte Dompierre. Chaque année, une commune différente accueille la fête qui les réunit. Dompierre-sur-Helpe a déjà accueilli ses cousins Dompierrois et Dompierrais en 1998 et 2011. En 2013, la fête nationale a eu lieu le 1er week-end de juillet à Dompierre-les-Ormes en Saône-et-Loire.

## Économie
Carrière : Extraction de granulats à destination du BTP. Présence de la Sté des carrières de Dompierre sur le site de la Custodelle (Groupe Eurovia - pôle routier de Vinci). La Sté possède, depuis 2001, une autorisation préfectorale d'exploitation pour le site de la Custodelle jusqu'en 2028. Surface du site : 65 ha, surface d'extraction : 27 ha, profondeur : 65 m, capacité du gisement : 27 millions de tonnes. Premier tir de mine : 20 juin 2001. Effectif : 21 personnes. Depuis 2004, la carrière dispose d'une installation de concassage primaire. Mais pour les produits de concassage secondaire (sable et gravillons utilisés pour les routes, les postes de graves routières et les bétons) et tertiaire (sable et gravillons pour les postes d'enrobage et les centrales à béton), la charge est sous-traitée à la Sté Gravel.

## Culture locale et patrimoine

### Lieux et monuments
Le territoire de la commune comprend plusieurs lieux et monuments intéressants :
- l'église Saint-Etton de Dompierre avec le tombeau de Saint Etton, des reliquaires du saint et les vitraux de la vie du saint ;
- Calvaires, chapelles, oratoires disséminés sur la commune, dont plusieurs dédicacés à saint Etton (saint Heton) ;
- le château d'Hugémont (XVIIe & XVIIIe)[39] et son parc, inscrits aux monuments historiques depuis un arrêté du 13 mars 2000[40] ;
- la gare de Dompierre.
- Ancien moulin à eau au lieu-dit Fuchau ;
- de beaux exemples de maisons anciennes (XVIIIe - XIXe siècle) très caractéristiques de l'architecture ancienne de l'Avesnois, et qui ont dans l'ensemble conservé leur cachet.

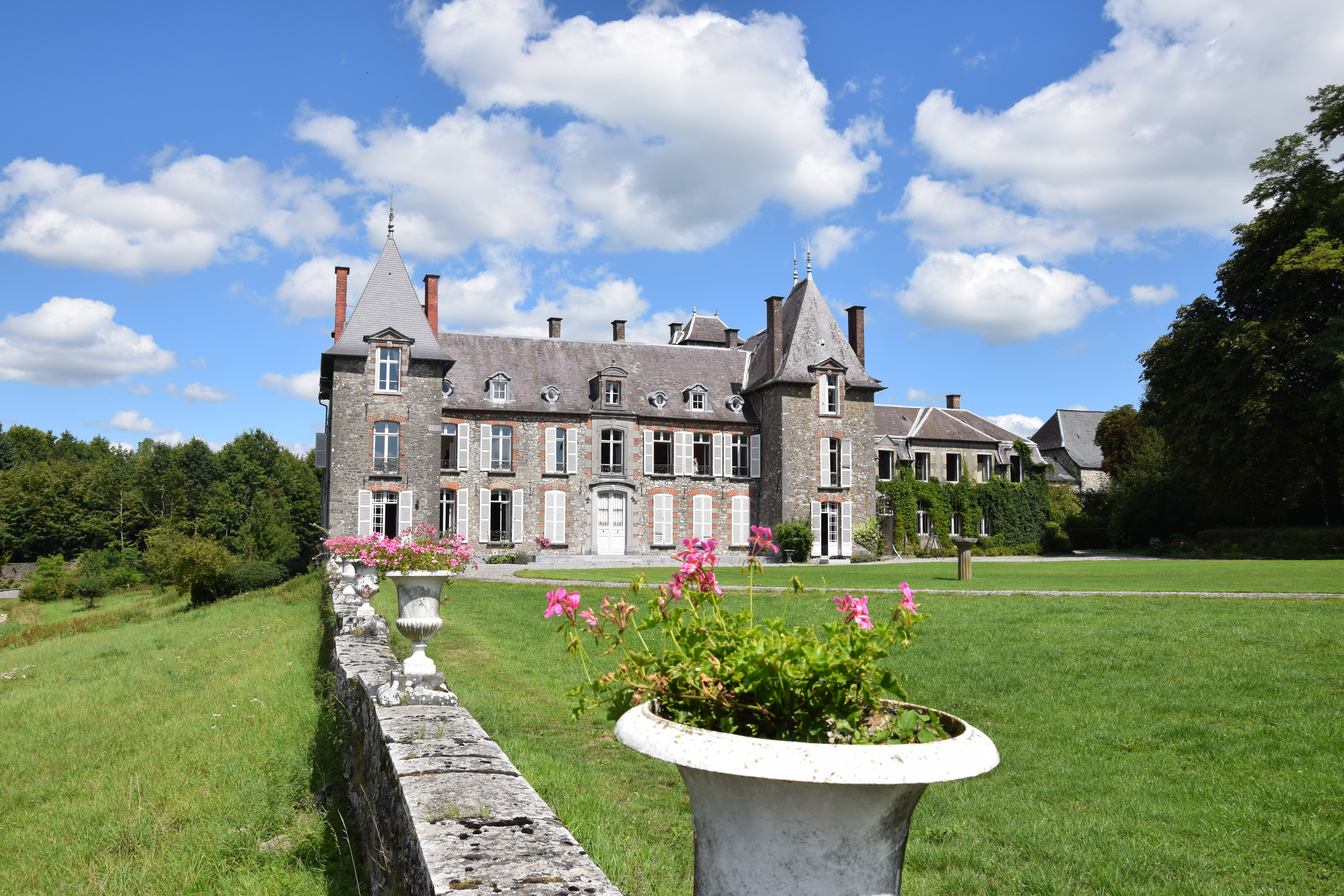
Le château d'Hugémont
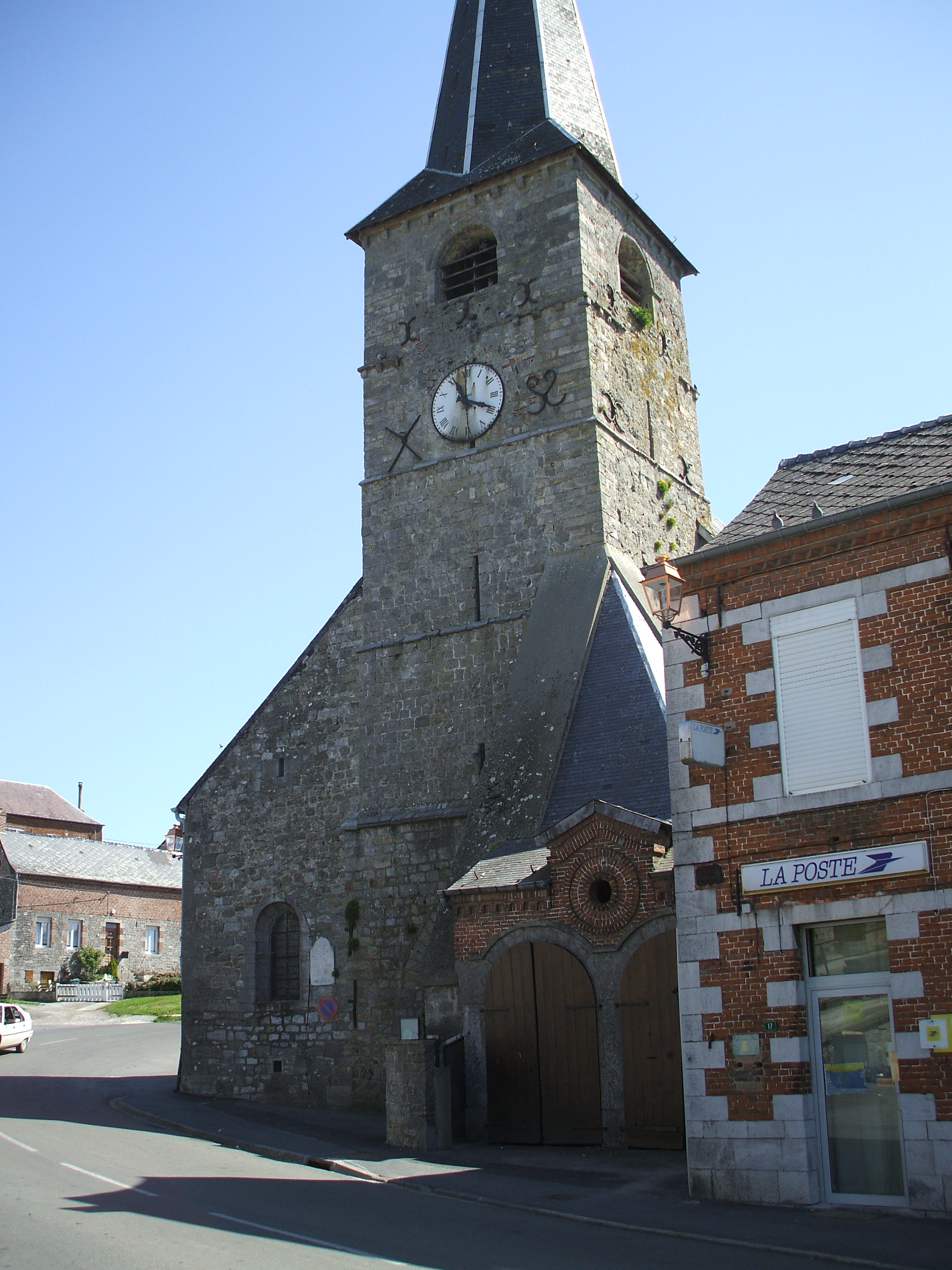
Église Saint-Etton.
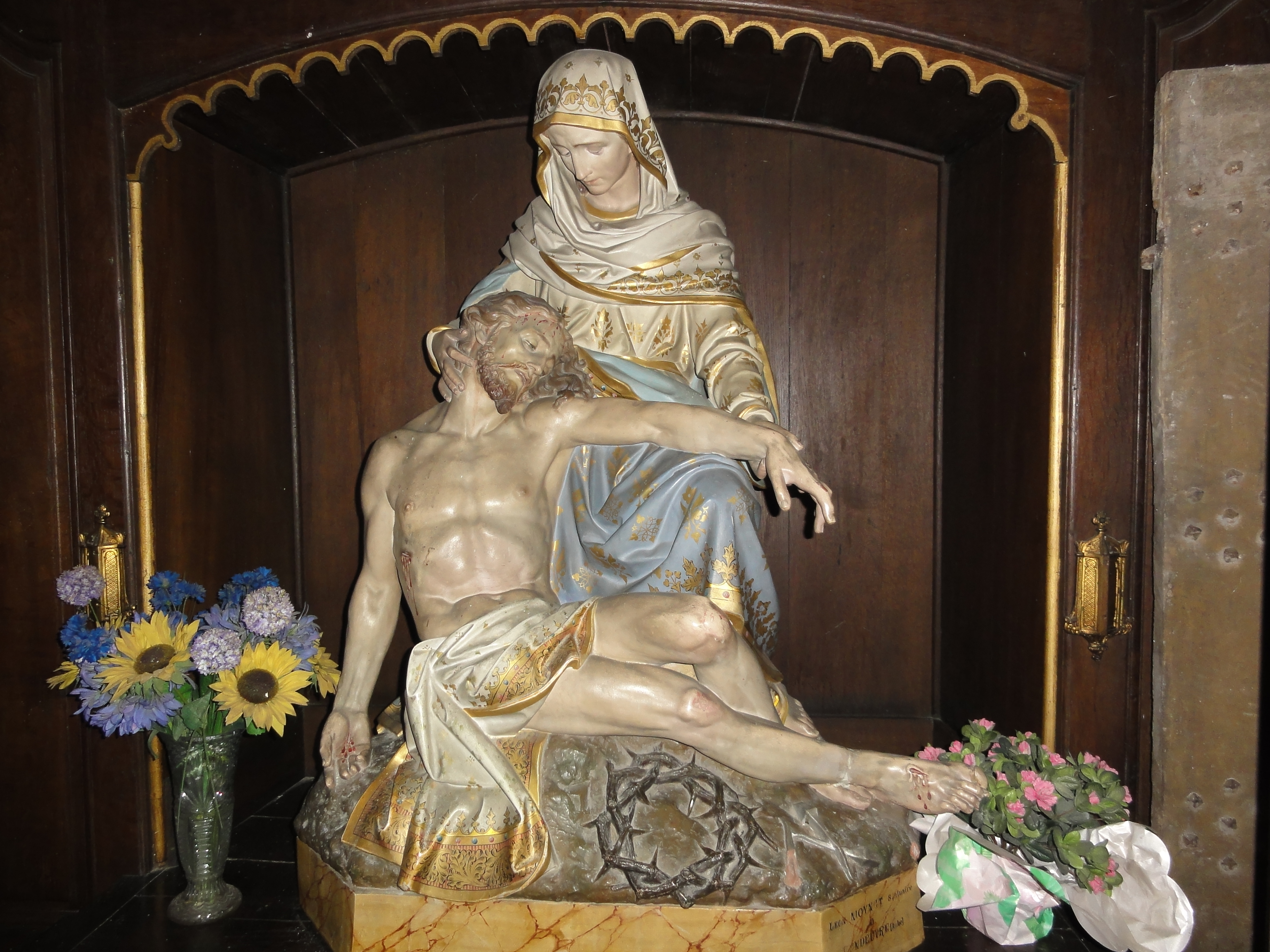
Pietà dans l'église
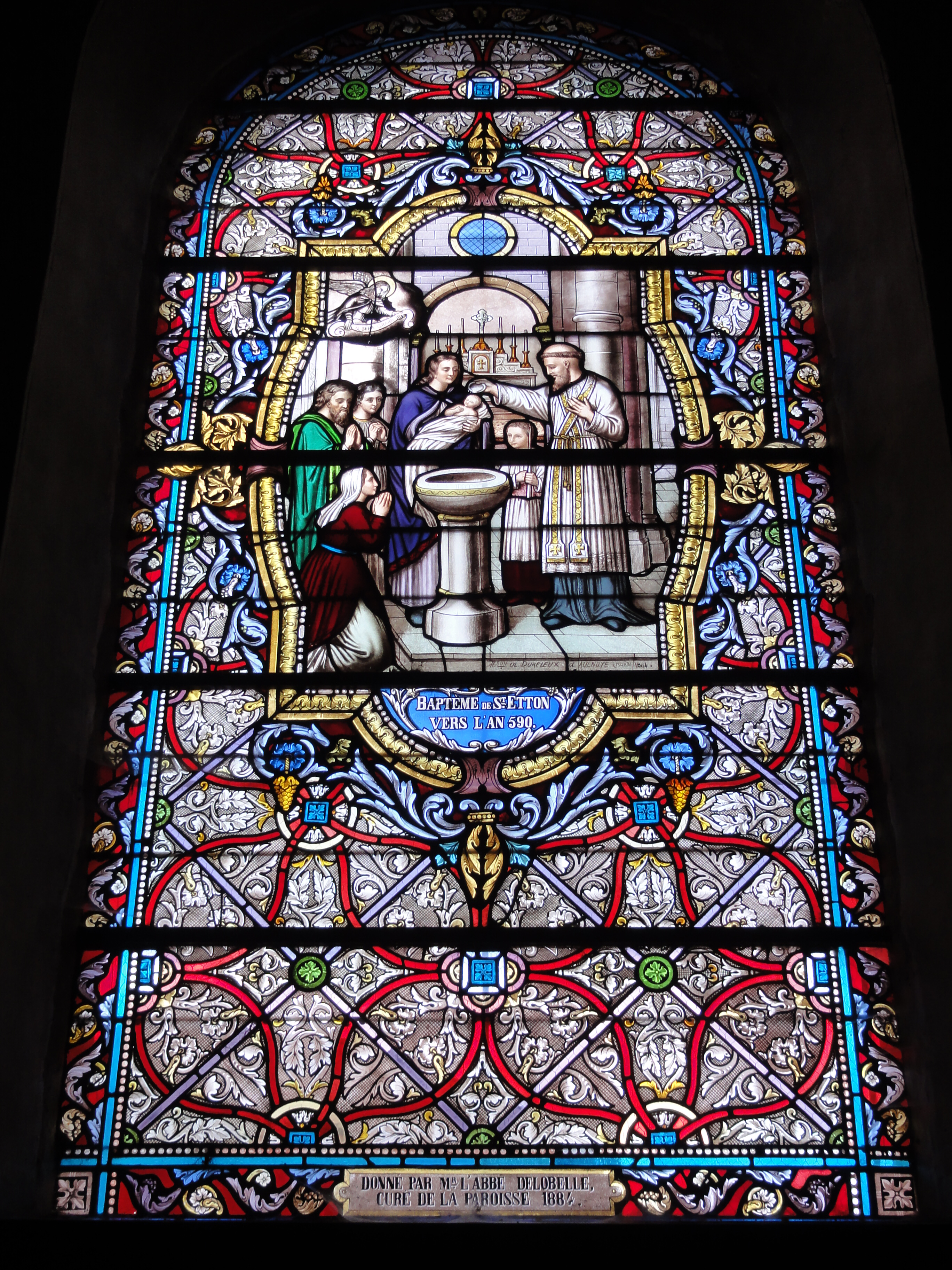
Vitrail: baptême de saint Etton.
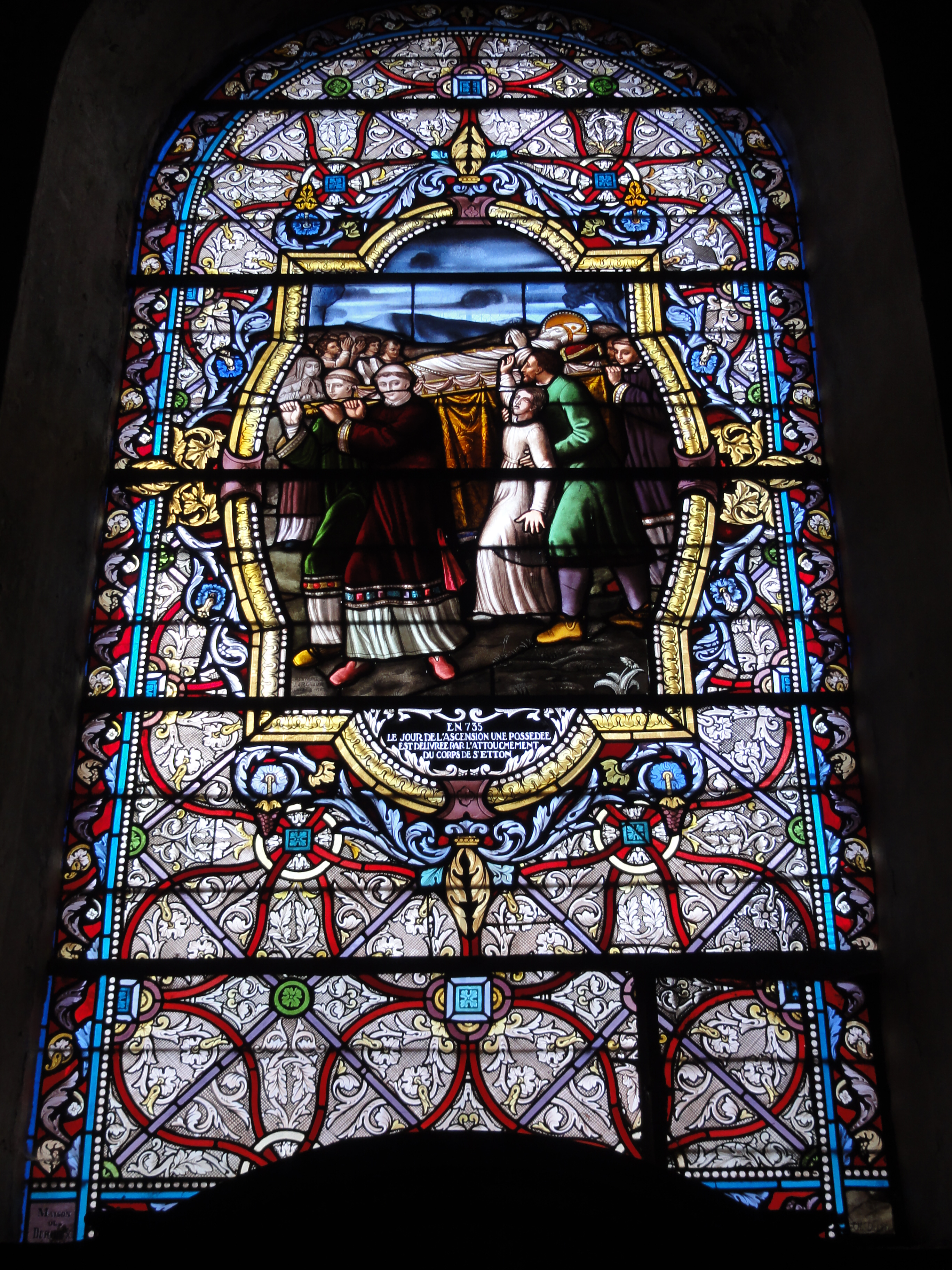
vitrail: enterrement de saint Etton.
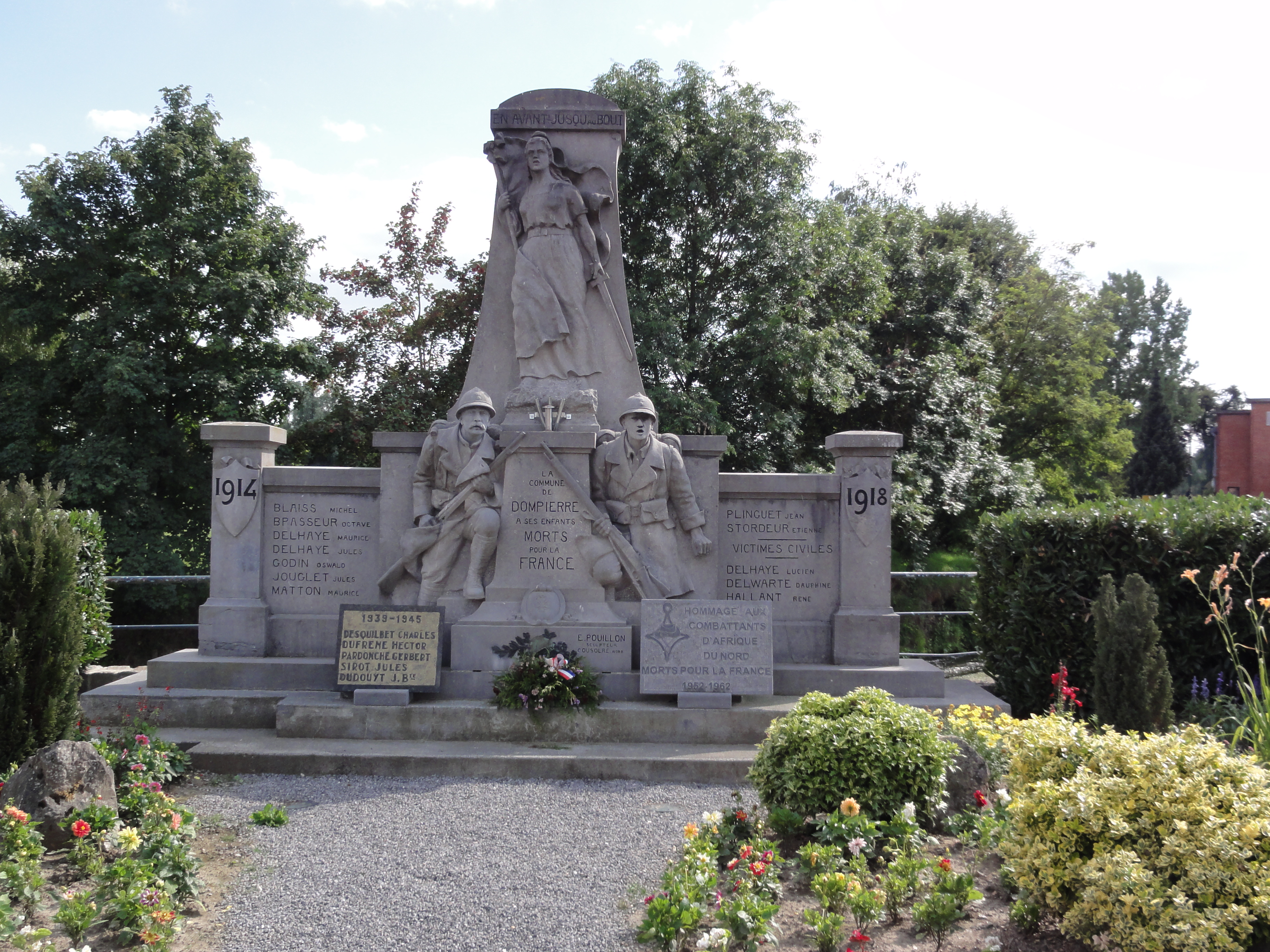
Monument aux morts.

.

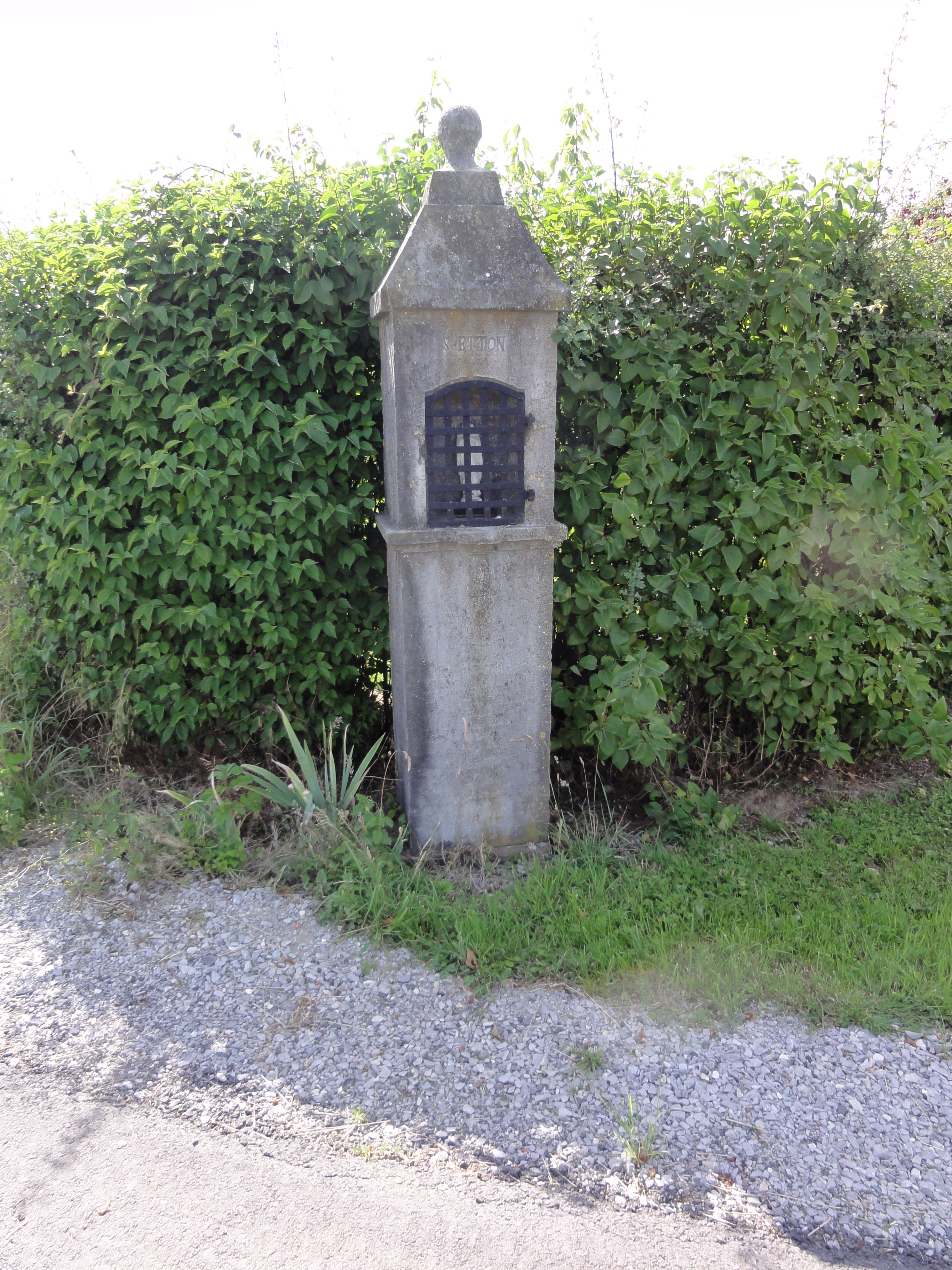
Chapelle saint Etton au hameau de Sassogne
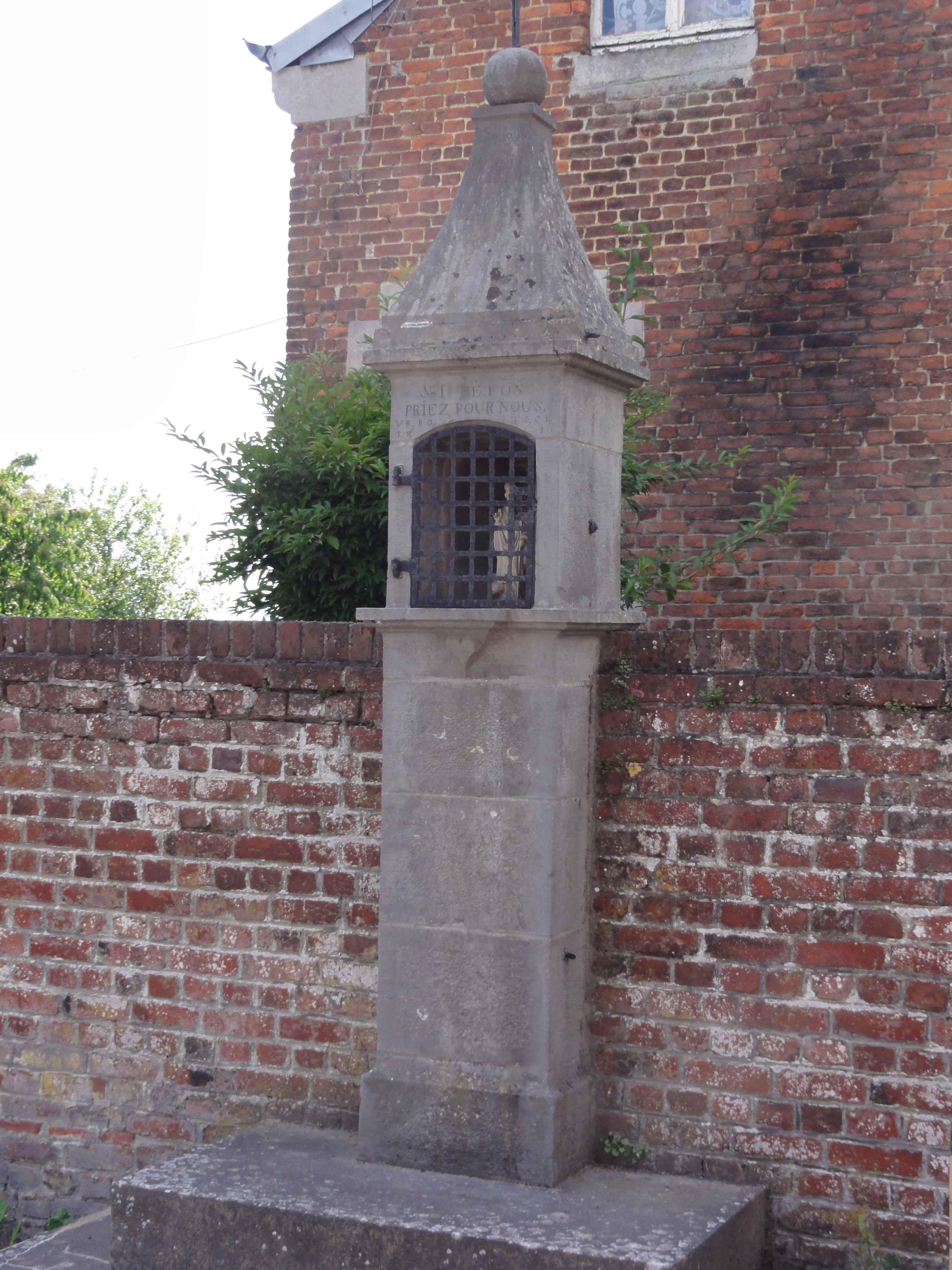
Chapelle St.Heton, 1831
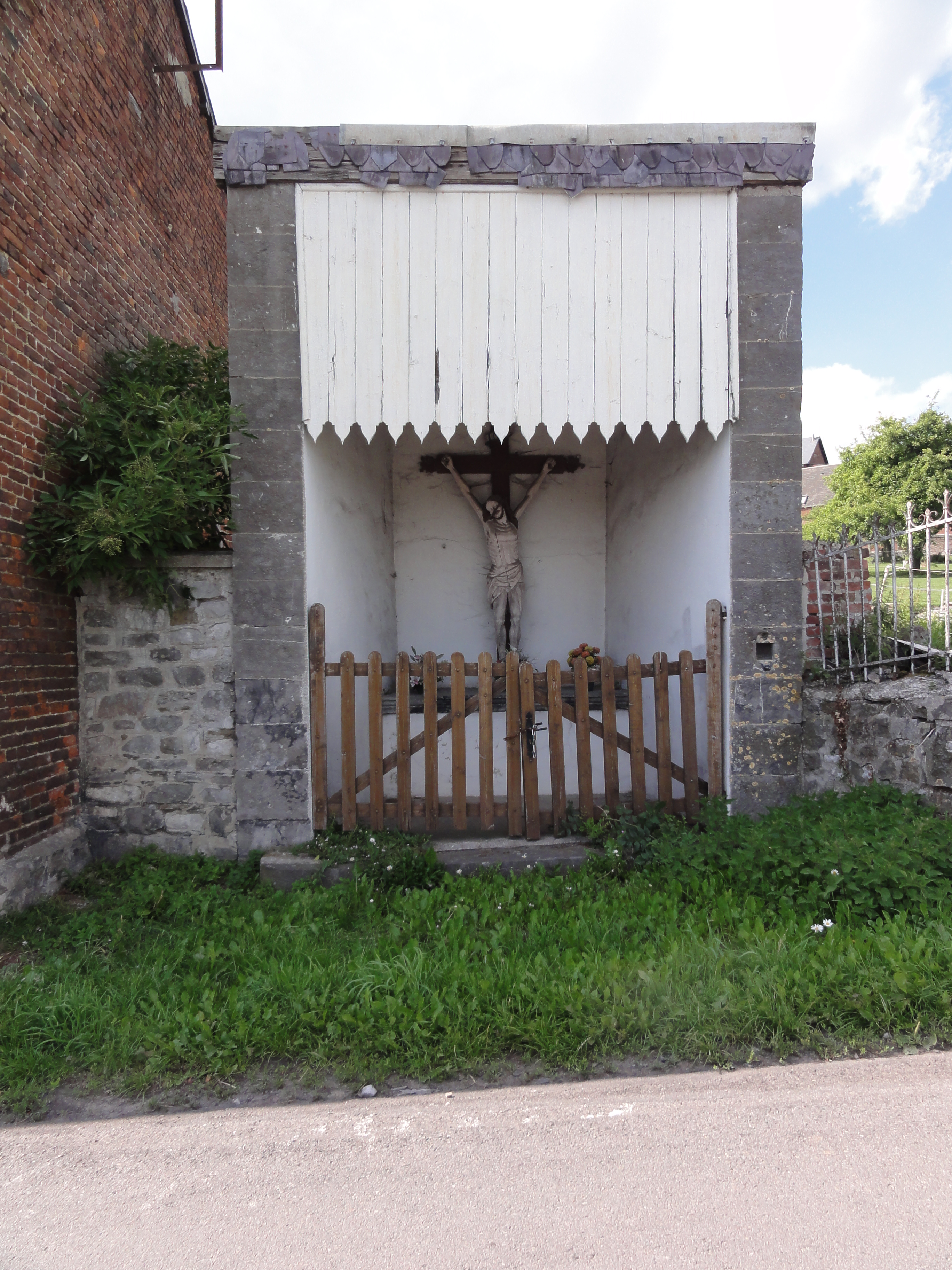
Calvaire.
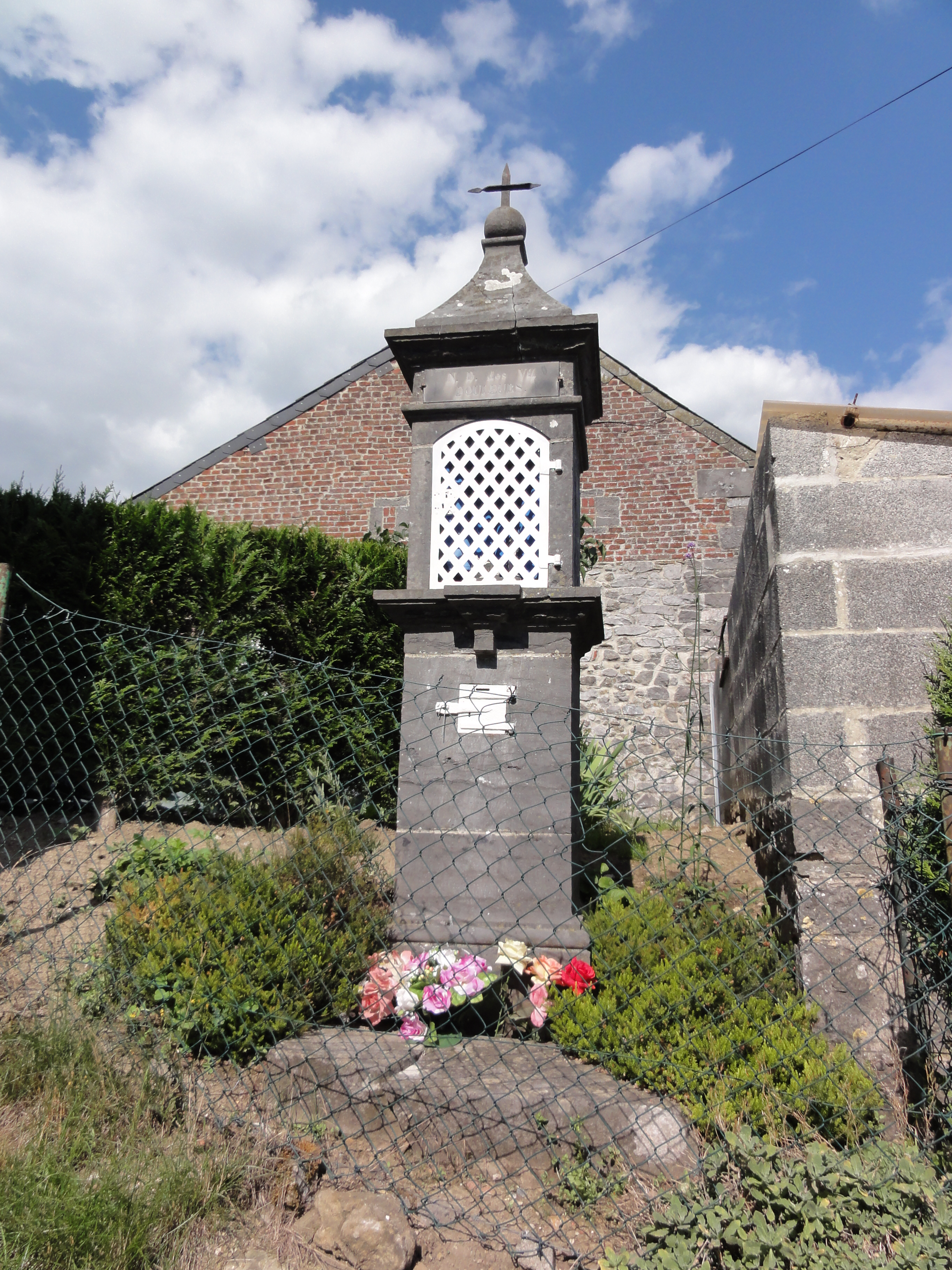
Chapelle Notre-Dame-des-sept-douleurs
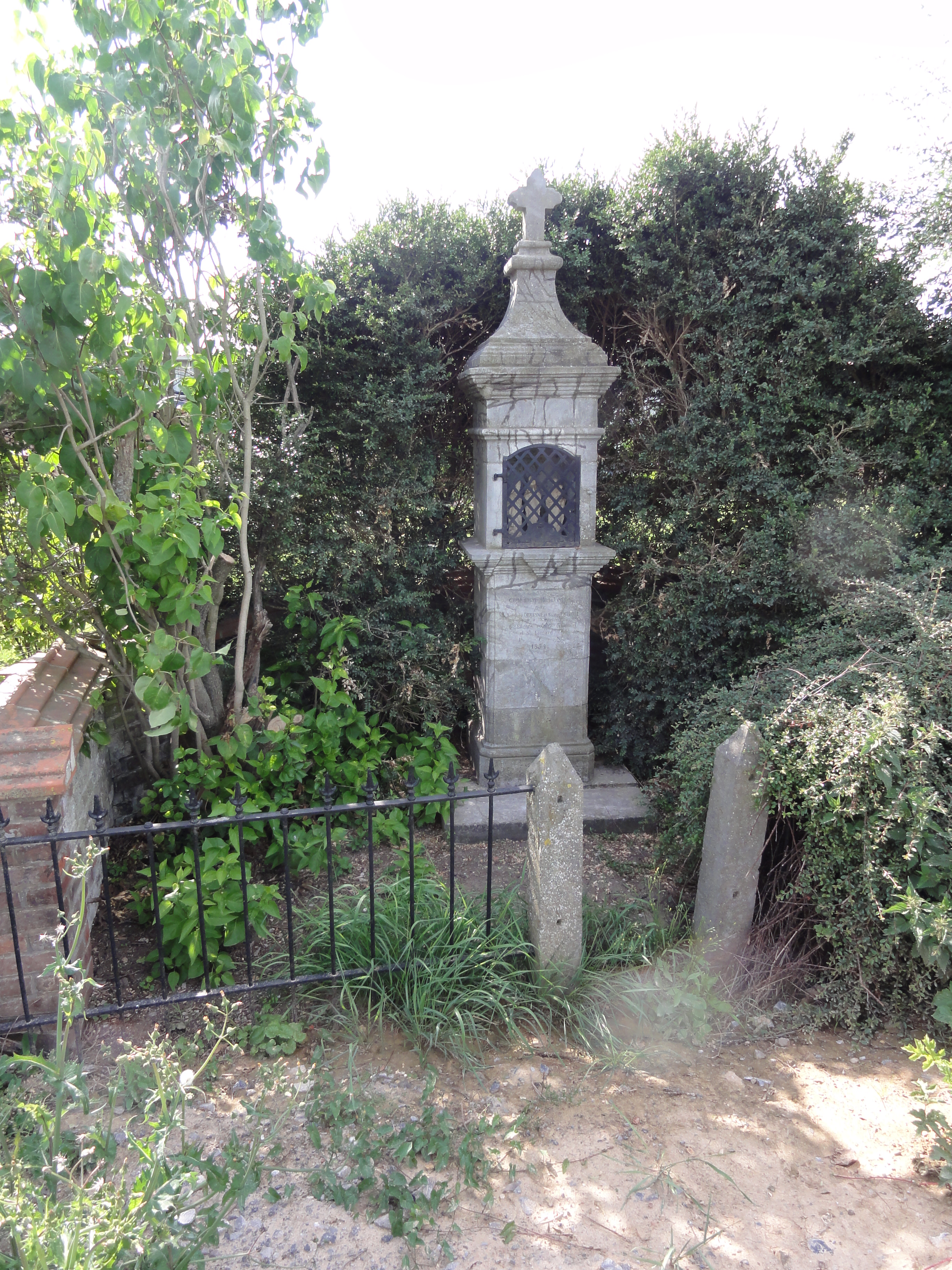
chapelle St.Etienne, N.D. de Walcourt et St. Lienard.

### Personnalités liées à la commune
- Louis de Préseau, conseiller-général du canton d'Avesnes sur Helpe Nord, député du Nord (1770-1842).

### Héraldique
|  | Les armes de se blasonnent ainsi : "D'azur au chevron d'argent, accompagné de trois aigles d'or languées et onglées de gueules". |

## Pour approfondir